# 博爾戈爾烏帕齊拉
博爾戈爾乌帕齐拉是孟加拉国蘭加馬蒂縣的一个乌帕齐拉，位於吉大港专区的蘭加馬蒂縣。

## 人口
據1991年孟加拉國人口普查，博爾戈爾共有戶數4,782戶，人口28839人。其中男性佔比57.10%，女性佔比42.90%；成年人口15,770人。該地7歲以上人口之平均識字率為30.4%。